# Фаренкрог-Петерсен, Йорн-Уве
Йорн-Уве Фаренкрог-Петерсен (нем. Jörn-Uwe Fahrenkrog-Petersen; 10 марта 1960, Западный Берлин) — немецкий клавишник и композитор, известный главным образом по своей работе в немецком коллективе Nena.

## Биография
Впервые дебютировал в группе под названием «Odessa» в 1980 году вместе с басистом Юргеном Демелем (Jürgen Dehmel).
В 1981 году стал клавишником и композитором в группе Nena, где проработал до 1987 года. Наибольшую известность коллективу принесла песня под названием 99 Luftballons, которая в 1983 году заняла первое место в хит-парадах Германии, Австрии, Великобритании, Австралии, Канады, Японии, Мексики, Колумбии, Австрии, Новой Зеландии. В США она достигла 2 места. После распада группы Уве переехал в Нью-Йорк.
Там он с Жаном Бовуаром (Jean Beauvoir), известным по Plasmatics и Little Steven’s Disciples of Soul, сформировал группу под названием VoodooX, где был клавишником и бэк-вокалистом. Первый альбом коллектива «Vol. 1: The Awakening» вышел в 1989 году. После распада группы Уве вернулся в Берлин.
В 2001 году он написал саундтрек для фильма «All the Queen’s Men» («Все мужчины королевы»), а в 2002 году для фильма «Igby Goes Down» («Игби идет ко дну»). Регулярно участвует в небольших телевизионных проектах в Германии.
Его семья живёт в Берлине. У Уве есть брат Лутц (Lutz), который младше его на два года. Он также играл с Nena, как правило, во время гастролей.
Недавно Нена вернулась на сцену уже как певица. Уве помогает ей в сольной карьере, и многие воспринимают их как дуэт.
В 2006 году «Уве» был сопродюсером нового альбома певицы Ким Уайлд «Never Say Never» («Никогда не говори никогда»), имевшего немалый успех в хит-парадах многих европейских стран. Также является одним из соавторов песен шведского музыкального коллектива Vacuum, а также известен по проекту 7Ray. Также Уве сочинил музыку к открытию центра Sony в Берлине и выступил там с японской группой барабанщиков Kodo. Он же является одним из соавторов песни «Forever Young» знаменитого бой-бэнда 'N Sync. В 2009 написал музыку к песне «Права любовь», которую исполняли дуэтом Оксана Фёдорова и Николай Басков. Эта песня была провозглашена самой популярной песней 2009 года в России, за что он получил соответствующую награду в Санкт-Петербурге.
В 2011 году совместно с Томасом Андерсом организовал новый проект под названием Anders|Fahrenkrog.27 мая 2011 года вышел первый сингл дуэта Gigolo, а 10 июня того же года мир увидел альбом Two. 2 сентября выходит сингл «No More Tears On The DanceFloor».
В феврале 2012 года состоялась премьера новой песни Уве Фарекрога «No Ordinary Love», которую исполняют Томас Андерс и украинская певица Камалия. На песню также был снят клип.